# Barbara Białowąs
Barbara Białowąs (Opole, 14 giugno 1976) è una regista e sceneggiatrice polacca.

## Biografia
Nel 2001, è apparsa come attrice nel cast di Angelus di Lech Majewski, come uno degli angeli. Nel 2005 ha diretto il documentario Moskiewska żona, mentre l'anno seguente ha diretto il documentario Wild Beach insieme a Joanna Kaczmarek. Nel 2009 ha diretto il cortometraggio My new road con Roma Gąsiorowska e Michał Sitarski, per il al quale viene nominata per il al Premio Jan Machulski 2010 per la miglior sceneggiatura. 
Nel 2012 è apparso nei cinema il suo primo lungometraggio Big Love con Aleksandra Hamkało e Antoni Pawlicki. Nel 2017 ha diretto uno spettacolo teatrale del Child Television Theatre , basato sull'opera di Inga Iwasiów.
Insieme a Tomasz Mandes, ha diretto gli adattamenti cinematografici dei romanzi bestseller di Blanka Lipińska 365 giorni (2020) e 365 giorni - Adesso e Altri 365 giorni, usciti nel 2022.

## Opere
- Big Love (2012)
- 365 giorni (2020)
- 365 giorni - Adesso (2022)
- Altri 365 giorni (2022)